# 圣科隆布 (朗德省)
圣科隆布（法語：Sainte-Colombe，法語發音：[sɛ̃t kɔlɔ̃b] ⓘ）是法国朗德省的一个市镇，属于蒙德马桑区。

## 地理
圣科隆布（43°40'54"N, 0°33'24"W）面积12.79 平方千米，位于法国新阿基坦大区朗德省，该省份为法国西南部沿海省份，是法國本土面积第二大的省，北起吉倫特省，西临大西洋，南至大西洋比利牛斯省，东临热尔省，东北与洛特-加龍省接壤。
与圣科隆布接壤的市镇（或旧市镇、城区）包括：库迪尔、迪姆、埃尔-蒙屈布、阿热特莫、奥尔萨里约、塞尔加斯通。

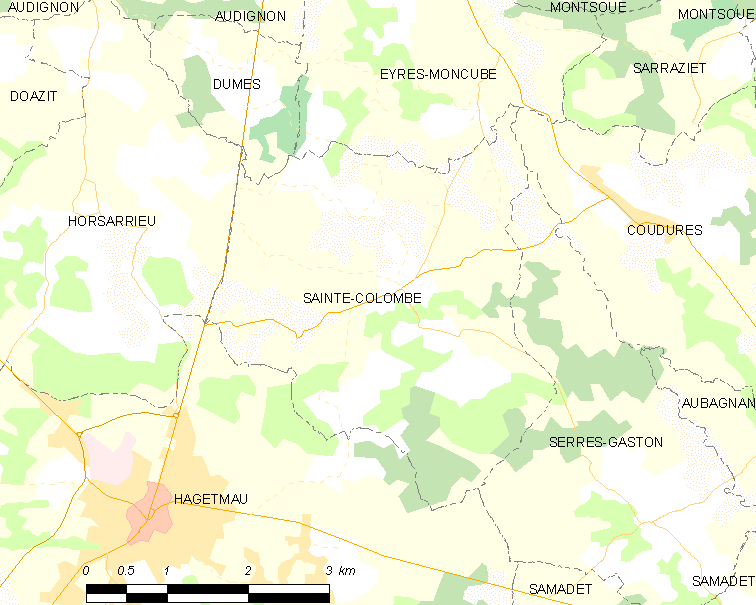
的OSM定位图

圣科隆布的时区为UTC+01:00、UTC+02:00（夏令时）。

## 行政
圣科隆布的邮政编码为40700，INSEE市镇编码为40252。

## 政治
圣科隆布所属的省级选区为沙洛斯-蒂尔桑县。

## 人口

1962-2008年间人口变化图示

圣科隆布于2022年1月1日时的人口数量为618人。